# کنتو موموتا
کنتو موموتا (انگلیسی: Kento Momota؛ زادهٔ ۱ سپتامبر ۱۹۹۴) بدمینتون‌باز اهل ژاپن است.